# Petzkendorf
Petzkendorf ist eine moderne Wüstung im Saalekreis in Sachsen-Anhalt. Sie entstand durch den Braunkohleabbau im Geiseltal.

## Geographische Lage
Petzkendorf lag im Geiseltal nordwestlich von Braunsbedra. Nachbarorte waren Kämmeritz im Nordwesten, Geiselröhlitz im Norden und Neumark im Osten und Süden. Die ehemalige Ortsflur liegt heute am Südrand des Geiseltalsees.

## Geschichte

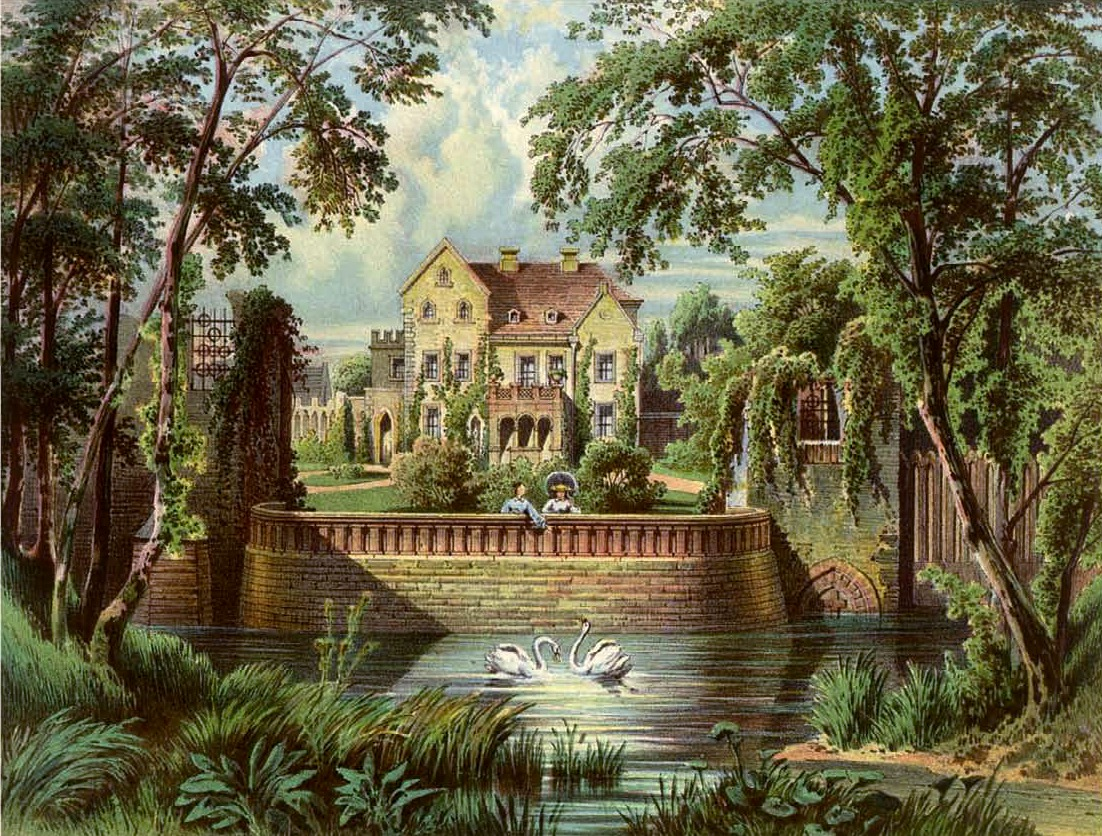
Rittergut Petzkendorf um 1860

Petzkendorf gehörte bis 1815 zum wettinischen, später kursächsischen Amt Freyburg. Durch die Beschlüsse des Wiener Kongresses kam der Ort zu Preußen und wurde 1816 dem Kreis Querfurt im Regierungsbezirk Merseburg der Provinz Sachsen zugeteilt, zu dem er bis 1944 gehörte. 1927 wurde der Gutsbezirk Petzkendorf dem benachbarten Dorf Neumark zugeordnet. Kirchlich gehörte Petzkendorf zu Krumpa.
Im Zuge des Braunkohlenabbaus im Geiseltal wurde Petzkendorf im Jahr 1961 umgesiedelt und 1968 abgebaggert (devastiert).